# Stang Hingant
Le ruisseau de Stang Hingant est un cours d'eau affluent de la rive gauche de la rivière Aër et donc un sous-affluent du fleuve côtier Ellé. Son cours est long  de 12,98 km .

## Nom
Ce cours d'eau doit son nom à un ancien manoir, le manoir de Stang Hingant et au moulin qui lui était associé. Le nom Stang Hingant est composé du mot breton Stang, mare, étang, et du patronyme Hingant. Il est également appelé ruisseau de la gare car il passe près de l'ancienne gare de Berné.

## Parcours
Ce cours d'eau prend sa source sur la commune de Priziac et se jette dans la rivière Aër un peu en amont de Pont Tanguy. Après avoir parcouru environ 4 km en direction du sud il oblique brusquement vers l'ouest à proximité du bourg de Berné. Il garde cette direction générale jusqu'à un kilomètre avant sa confluence avec la rivière Aër. Il s'oriente vers le nord-ouest sur la fin de son parcours. Il traverse les communes de Berné et de Meslan.

## Affluents
Le SANDRE recense 7 affluents du ruisseau de Stang Hingant d'une longueur égale ou supérieure à 1 km  dont le ruisseau de Kervazo, long de 3,19 km. Le plus long d'entre eux, référencé J4728600, ne porte pas de nom et mesure seulement 3,28 km.

## Anciens moulins et étangs
Son cours est jalonné de plusieurs anciens moulins à blé. D'amont en aval se succèdent le moulin de la Lande, le moulin de Stang Hingant et le moulin Bégasse. Il est barré à la hauteur des moulins de la Lande et Bégasse, donnant naissance ainsi à des étangs.